# Route nationale 251 (Italie)
Pour les articles homonymes, voir Route 251.
L'ancienne route nationale 251 della Val di Zoldo e Val Cellina (SS 251), aujourd'hui route provinciale 251 Zoldo et Cellina (SP 251) dans la province de Venise, route régionale 251 della Val di Zoldo e Val Cellina (SR 251) dans le Frioul-Vénétie Julienne et route provinciale 251 della Val di Zoldo e Val Cellina (SP 251) dans la province de Belluno, est une route régionale et provinciale italienne reliant la Vénétie orientale à Cadore.